# Sandy Alomar, Jr.
Pour les articles homonymes, voir Sandy Alomar et Alomar.
Santos Alomar Velazquez ou Sandy Alomar, Jr (né le 18 juin 1966 à Salinas, Porto Rico), est un receveur de baseball ayant évolué en Ligues majeures de 1988 à 2007. Il est actuellement instructeur de banc des Indians de Cleveland, une équipe dont il a porté les couleurs pendant onze saisons et dont il est brièvement manager durant six parties à la fin de la saison 2012.
Six fois sélectionné comme Match des étoiles (1990, 1991, 1992, 1996, 1997, 1998) durant sa carrière de joueur, il remporte le trophée de recrue de l'année en Ligue américaine en 1990.
Sandy Alomar, Jr. est le fils de Sandy Alomar et le frère de Roberto Alomar, tous deux anciens joueurs des ligues majeures de baseball.

## Carrière

### Joueur
Signé par les San Diego Padres le 21 octobre 1983 comme jeune agent libre, Sandy Alomar effectue son apprentissage au haut-niveau dans cette organisation et fait ses débuts en Ligue majeure le 30 septembre 1988. Peu utilisé en 1989 (sept matches joués pour 19 passages au bâton), il est échangé aux Cleveland Indians le 6 décembre 1989. Il devient alors titulaire sous l'uniforme des Indians en 1990.
Désigné meilleur recrue de l'année en 1990, Sandy Alomar est sélectionné au match des étoiles en 1990, devenant le premier receveur de la Ligue américaine à réussir ce doublé. Il reçoit même un gant doré à l'issue de cette saison 1990. Alomar connait ensuite cinq autres sélections All-Stars en 1991, 92, 96, 97 et 98.
La carrière d'Alomar est toutefois marquée par de nombreuses blessures dès 1991. Il prend part à deux éditions des Séries mondiales sous l'uniforme des Indians en 1995 et 1997. Cleveland s'incline les deux fois, mais Sandy Alomar est désigné MVP de la Série mondiale 1997 avec 0,367 de moyenne au bâton et coups de circuit sur sept matches. Cette même saison, il signe une série de trente matches consécutifs avec au moins un coup sûr. C'est un de moins que le record des Indians détenu par Nap Lajoie et quatre de moins que le record MLB pour un receveur. Avec 19 points produits en trois rondes à l'automne 1997, il établit un nouveau record  des séries éliminatoires. Égalée par Scott Spiezio des Angels d'Anaheim de 2002 et David Ortiz des Red Sox de Boston de 2004, la marque est finalement battue en 2011 par David Freese, de Saint-Louis.
Après onze saisons sous les couleurs des Indians, Sandy Alomar devient agent libre en 2000 et enchaîne depuis lors les contrats aux plus offrants. Son salaire annuel culmine à 2,9 millions de dollars en 2001, puis chute régulièrement après cette date pour atteindre 550 000 dollars pour sa saison 2005 chez les Rangers du Texas.
Il termine sa carrière de joueur en portant les couleurs des Dodgers de Los Angeles (2006), des White Sox de Chicago (2006) et les Mets de New York (2007).

### Entraîneur
En 2008, il devient entraîneur des receveurs chez les Mets de New York.
Alomar retrouve les Indians de Cleveland en devenant, le 18 novembre 2009, entraîneur des receveurs et instructeur du premier but.
Au dernier jour de la saison 2011, l'instructeur de banc Tim Tolman remet sa démission. Alomar est alors promu dans cette fonction et assiste à partir de 2012 le manager des Indians Manny Acta. Alomar dirige les Indians pour la première fois le 28 septembre 2012, assurant l'intérim après le congédiement du manager Manny Acta. Les Indians lui donnent une première victoire, 8-5 à Cleveland sur les Royals de Kansas City
. Il est à la barre du club par intérim pour les six dernières parties de la saison et les Indians en gagnent trois. Cleveland engage Terry Francona pour diriger l'équipe en saison 2013 et Alomar garde un emploi, comme instructeur de banc.